# Култовата сцена (Овчарово)
Култовата сцена от Селищната могила Овчарово е групова археологическа находка датираща от  ранния Халколит. Според специалистите по праистория находката е уникално свидетелство за духовния живот на праисторическия човек. Проф.Хенриета Тодорова (откривателката на находката) я характеризира като материално доказателство „даваща опорни точки за реконструкция на някои страни на мирогледа, култовите практики и цялостния духовен живот на хората от Каменно-медната епоха, както за самия обект на който е открита, така и за ареала на цяла Югоизточна Европа от тази праисторическа епоха“.

## Откритие и датиране
Между 1971 г. и 1972 г. посредством археологически спасителни разкопки е проучена изцяло Селищната могила Овчарово. Находката е откритата, върху пода на опожарена постройка от IХ жилищен хоризонт на археологическия обект. Тя е документирана върху площ от 0,5 m², като е открита под силно натрошен голям модел на светилище, изработен от глина примесена с плява, върху който е паднал друг съд-хранилище. Моделът на светилище не е могъл да бъде възстановен въобще, но за сметка на това култовата сцена е разкрита сравнително добре съхранена. Радиовъглеродното датиране на Култовата сцена е дало две абсолютни (некалибрирани) датировки на находката, които отнасят изработването на предметите към 3855 и 3670 г. пр. н.е. Стойчев обаче я отнася към към датиращия хилядолетие по-рано културен комплекс Коджадермен – Гумелница – Караново VI.

## Описание и особености
Култовата сцена се състои от 26 миниатюрни предмета, които са изработени от слабо изпечена глина. „Сцената“ включва 3 плоски олтара с формата на фронтонна фасада на дом, 4 женски антропоморфни фигурки с ръце, вдигнати в поза на адорация, 3 ниски масички с 3 столчета към всяка от тях, 3 продълговати тимпана, 3 миниатюрни съдинки с капачета и 2 по големи панички. Всички фигурки са покрити изцяло с бяла ангоба (каолин), върху която са нанесени с тънка четчица различни символи с червена минерална боя (ангоба).
Четирите антропоморфни статуетки изобразяващи жени (предполага се че три от тях изобразяват девойки, а тази върху която е моделиран изразен бюст е на по-възрастна жена) са изправени с вдигнати нагоре ръце. Главите на фигурките са триръбести, но липсват лицеви черти. Върху фигурките са изобразени декоративните мотиви на шарките по облеклата. Трите по-млади жени обслужват вероятно ритуални действия пред трите олтара, а за възрастната жена се приема, че тя е имала ролата на ръководител на обреда. Към атрибутите на всеки един олтар е причислена по една масичка, 3 столчета, едно съдче с капак и един барабан/тимпан.
Трите олтара са декорирани от двете страни по ръбовете с успоредни чертички, а вътрешната част на същите е заета от астрални и растителни символи – поради тази причина проф. Тодорова, че култовата сцена е модел на реално действащ храм, посветен на небесните тела – Слънце и Луна и природните стихии.
В рамките на селищата са били практикувани домашни, семейни и родовообщинни култове и церемонии, а миниатюрните керамични пластики са използвани като вероятно вотивни дарове в някои ритуали (какъвто е случаят с Култовата сцена от Овчарово). Според проф. Тодорова, пряката зависимост на обществото от природата е довела до обожествяването ѝ и до търсене на посредници, които да изразят и предадат чувствата на човека чрез извършване на обреди или определени магически практики. Идолите, олтарите и други култови предмети от „сцената“, вероятно са представлявали умалени копия на предмети с големи размери, които са били разположени в праисторическите светилища и са израз на многофункционалността на тази пластика, която е играла различна посредническа роля в култовите и магическите практики.

## Интерпретации
Проф. Хенриета Тодорова интерпретира трите олтара, като една от най-ранните календарни системи от тази ранна епоха. Групичките от къси чертички, които тя наблюдава по периферията на фигурките, не са разположени нито симетрично, нито ритмично и следователно според нея не могат да бъдат орнаменти. Ето защо проф. Тодорова приема за възможно предположението, че тези означения, могат да представляват отчитане на различни древни цикли, посветени на отделни божества. Символите намиращи се в централната част олтарите са интерпретирани, като изобразяващи Слънцето, Луната, змия, светкавица и растения – всички според проф. Тодорова, свързани със земеделието и плодородието – формиращи един добре развит и сложен соларен, а може би и аграрен култ.
Една подробна календарна интерпретация на Култовата сцена е предложена от Веселина Колева,, но тя търпи сериозна критика.  Васил Николов предполага, че по-надеждни интерпретации биха били в духа на „земеделските календари“, отчитащи само частта от астрономическата година, важна за селскостопанските дейности.
Също и според Николай Дерменджиев олтарите от сцената с техните декорации тип „рибена кост“ и големи спирали са с астрономическо предназначение. Той разглежда Култовата сцена като съвкупност от множество елементи, обвързани в „система“, но анализът на елементите и тяхната обвързаност представлява „трудна задача“. Под този претекст той предлага една неубедителна свръх-интерпретация. 